# مفصل (آمار)

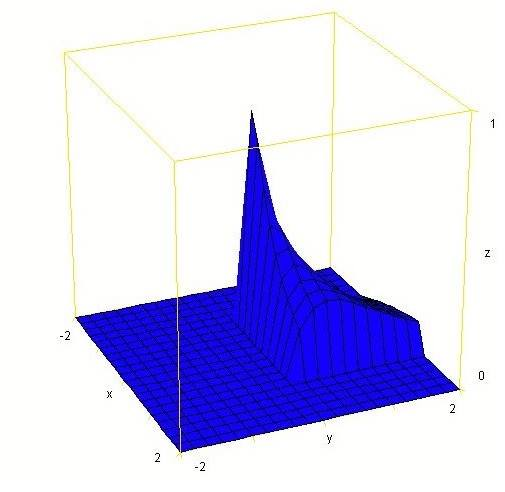
مَفصل یا کوپولا

مَفصل یا کوپولا (به انگلیسی: copula) تابعی است که از روی توابع توزیع یک‌بعدی، با توجه به نحوهٔ وابستگی متغیرها، تابع توزیع چندمتغیره می‌سازد. یک مَفصل دوبعدی C:I۲->I مشخصات زیر را دارد. شرط آخر به‌معنای یکنواخت صعودی بودن مَفصل‌ها است.

C(0,t)=C(t,0)=0
C(1,t)=C(t,1)=t
{\displaystyle \forall t,u_{1},u_{2},v_{1},v_{2}\in I\Rightarrow C(u_{2},v_{2})+C(u_{1},v_{1})-C(u_{1},v_{2})-C(u_{2},v_{1})\geq 0.}
{\displaystyle (u_{2}\geq u_{1},v_{2}\geq v_{1})}
مَفصل (copula) در لغت به‌معنای «عضو رابط» و «وسیلهٔ ارتباط» است. 
مفصل به دلیل نمایان کردن بهتر خواص اماری بین داده ها در حوزه داده کاوی و ماشین لرنینگ در حال استفاده است و همچنین در حوزه مالی نیز از این ابزار استفاده میکنند .  
در پایتون کتاب خانه ای  با همین نام و  اپن سورس وجود دارد که برای مطالعه بیشتر میتوانید از این لینک استفاده کنید : 
https://sdv.dev/Copulas/tutorials/00_Quickstart.html

## قضیه اسکلار
طبق قضیهٔ اسکلار (Sklar)، اگر H یک توزیع دومتغیره با توابع حدی F و G باشد، مَفصلی وجود دارد که رابطهٔ ((H(X,Y)=C(F(X),G(Y را برقرار کند. برعکس، برای هر جفت توزیع یک‌متغیرهٔ (F(X و (G(Y و هر مَفصل C، تابع H یک توزیع دومتغیره با توابع حدی F و G است. اگر F و G پیوسته باشند، C یکتا خواهد بود.

## انواع
توابع زیادی برای مَفصل‌ها پیشنهاد شده‌اند که برخی از آنها عبارت‌اند از:
- مفصل چند متغیره گوسی
- مفصل تی
- مفصل دکارتی
- مفصل واین ( Vine Copula )  که به سه دسته تقسیم میشود ( {منظم : regular} و { مستقیم : direct} و { مرکز : center} )